# Ozark Mountain AVA
Ozark Mountain AVA ist ein seit dem 2. Juli 1986 durch das Bureau of Alcohol, Tobacco, Firearms and Explosives  anerkanntes Weinbaugebiet im US-Bundesstaat Arkansas. 

## Lage
Die Rebflächen verteilen sich dabei auf den Nord-Westen von Arkansas, den Süden von Missouri sowie den Nord-Osten von  Oklahoma.  Als sechstgrößte American Viticultural Area der Vereinigten Staaten wurden 1.424.493 Hektar zur Ozark Mountain AVA definiert.  Um dem Gedanken des Terroirs Rechnung zu tragen wurden bislang (Stand 2008) fünf kleinere Subregionen definiert. Als Alleinstellungsmale der Subregionen gelten das jeweilige Klima, die Bodenbeschaffenheit sowie diverse Parameter die der geographischen Lage geschuldet sind.